# Katarakt (geografi)
 For alternative betydninger, se katarakt. (Se også artikler, som begynder med katarakt)
Katarakt betegner strømhvirvler i en flod. Det kan fx opstå i forbindelse med en indsnævring af floden hvor den deler sig i flere arme omkring klippepartier og/eller flere øer.